# Aurélia Aurita
Pour les articles homonymes, voir Aurelia aurita.
Hakchenda Khun (prénom souvent raccourci en Chenda ; en khmer : ឃុន ហាក់ចិន្តា), dite Aurélia Aurita, est une autrice de bande dessinée française d'origine chinoise et khmère, née le 10 avril 1980 à Châtenay-Malabry dans les Hauts-de-Seine. 

## Biographie
Son pseudonyme est le nom scientifique d'une espèce de méduses, Aurelia aurita.
Elle étudie le dessin à l'École Arc-en-Ciel, à Antony, et publie des histoires courtes dans le mensuel Fluide glacial, dans la revue PLG ou au sein de collectifs tels que Stereoscomic et FLBLB, tout en suivant des études de pharmacie, qu'elle achève : « je connais par cœur 150 noms de plantes de la flore indigène française ainsi que 15 façons de couler les suppositoires ». En 2001, elle remporte le prix du meilleur scénario au concours Alph'Art de la Bande dessinée scolaire au Festival d'Angoulême.
Son premier album est Angora. En 2004, elle est invitée à participer à un album collectif dédié au Japon, pays où elle a vécu pendant quelque temps. Son second album, Fraise et Chocolat, sorti en 2006, est un récit érotique et autobiographique sur ses relations avec son amant Frédéric Boilet, lui aussi auteur de bandes dessinées.
En 2007, Aurélia Aurita publie la suite de cet album, Fraise et Chocolat 2, avant de faire paraître Je ne verrai pas Okinawa, puis, sous le titre de Buzz-moi une chronique de la réception de Fraise et Chocolat. En 2011, elle signe avec Frédéric Boilet un album jeunesse, Vivi des Vosges.
En janvier 2014 paraît LAP ! un roman d'apprentissage, premier volet d'une trilogie sur le Lycée autogéré de Paris.
En 2015, elle publie chez Casterman Ma vie est un best-seller, sur un scénario de Corinne Maier, où cette dernière raconte la médiatisation et le succès de son livre Bonjour paresse. En 2018, toujours chez Casterman, Aurélia Aurita illustre Comme un chef, sur un scénario autobiographique de Benoît Peeters, qui raconte sa passion pour la cuisine à l'époque où il étudiait la sémiologie auprès de Roland Barthes. 
Elle publie en 2022, La vie gourmande, où elle évoque tout à la fois la maladie, la vie, le désir et la nourriture. Elle explique que « Je me suis raccrochée à la nourriture, parce que c'est le plaisir le plus accessible et immédiat lorsqu'on est affaibli par les traitements », mais aussi « la maladie rappelle qu'on a un corps, qu'on est mortel. Le goût réveille le corps. ». L'ouvrage est lauréat du Prix Wolinski de la BD du Point 2022.

## Albums

### Scénariste et illustratrice
- Angora, Stereoscomic, réédité par Le 9e Monde, 2003
- Fraise et Chocolat, Les Impressions Nouvelles, 2006, préfacé par Joann Sfar  (ISBN 2-87449-009-1).
- Fraise et Chocolat 2, Les Impressions Nouvelles, 2007
- Je ne verrai pas Okinawa, Les Impressions Nouvelles, 2008
- Buzz-moi, Les Impressions Nouvelles, 2009
- Vivi des Vosges, en collaboration avec Frédéric Boilet, Les Impressions Nouvelles, 2011
- LAP ! un roman d'apprentissage, Les Impressions Nouvelles, 2014.
- La Vie gourmande, Casterman, 2022

Participation :
- Marie Moinard et collectif, En chemin elle rencontre... : Les artistes se mobilisent pour l'égalité femme-homme, vol. 3, Des ronds dans l'O / Amnesty International, février 2013, 84 p. (ISBN 978-2-917237-46-5)

### Illustratrice
- Corinne Maier, Ma vie est un best-seller, Casterman, 2015  (ISBN 9782203097230)
- Comme un chef, scénario de Benoît Peeters, Casterman, 2018

### Revues et collectifs
- La Démission, 2p., Fourmi Sismographique, Tanibis, 2001.
- L'Après-midi chez Élise, 1p., Stereoscomic spécial SPX, 2001.
- An afternoon at Elise's, 1p., Stereoscomic special SPX (English version), 2001.
- Paris-Saïgon, 5p., FLBLB n°13, 2001.
- Janine de huit à huit, 2p., Fluide Glacial n°303, Audie, 2001.
- Ma grand-mère était actrice, 6p., Fluide Glacial n°313, Audie, 2002.
- Lune de miel, 6p., Fluide Glacial n°318, 2002.
- Mon autobiographie (par Chris M. et Madeline M.), 3p., Rhinocéros Contre Éléphant n°3, Tanibis, 2002.
- Le Miracle de l'érection, 1p., Stereoscomic n°4, 2002.
- La Sirène qui ne savait pas nager, 5p., PLG n°37, 2003.
- De zeemeermin die niet kon zwemmen (La sirène [...]), 5p., Zone 5300 n°10-4, 2003.
- Lellebel in de ruimte (Les cochonnes de l'espace), 5p., Zone 5300 n°11-2, 2004.
- Je peux mourir, maintenant !, 20 p., collectif Japon, Casterman, 2005.
- Mes voisins, 3 p., collectif Terriens, Mécanique Générale / Les 400 coups, 2006.
- Shotaiken (La première fois), 4 p., Spore n°4, 2006.

## Distinctions
- 2007 : Sélection Prix Nouveaux Talents de la BD[12] pour Fraise et Chocolat
- 2016 : Sélection du Prix Artémisia[13] pour Ma vie est un best-seller, texte de Corinne Maier.
- 2022 : Prix Wolinski de la BD du Point[11] pour La Vie gourmande